# Avenue Anatole-France (Clichy)
Pour les articles homonymes, voir Avenue Anatole-France.
L,avenue Anatole-France est une voie de Clichy, dans le département des Hauts-de-Seine, en France.

## Situation et accès
Elle est desservie par la station de métro Mairie de Clichy, sur la ligne 13 du métro de Paris.

## Origine du nom
Cette avenue tient son nom de l'écrivain et critique littéraire français Anatole France (1844–1924).

## Historique
Elle est urbanisée dans les années 1930, principalement d'immeubles résidentiels dans le style Art Déco.

## Bâtiments remarquables et lieux de mémoire
- De 1932 à 1934, l'écrivain américain Henry Miller a vécu au no 4[3]. Il puisera dans ce séjour l'inspiration du roman Jours tranquille à Clichy[4],[5].
- Jacques Mesrine, « ennemi public n° 1 », a grandi au no 3, dans l'appartement familial[6].
- Le ferrailleur Joseph Joanovici y mourut en 1965.
- Parc Marcel-Bich[7]. Un autre de ses accès mène rue Chance-Milly.